# André Castelin
André Louis Castelin dit André Castelin, né le 5 juillet 1858 à Paris et mort le 24 juillet 1912 à Saint-Maurice (Val-de(Marne), est journaliste et homme politique français, d'abord boulangiste puis, avec Gustave Paul Cluseret, fondateur du "Groupe nationaliste" de l'Assemblée Nationale. 

## Biographie
André Castelin naît à Paris le 5 juillet 1856 de Joseph Castelin et de Louise Alexandrine Cottard. Conducteur de travaux aux ponts et chaussées, puis aux chemins de fer du Nord, il devient journaliste en adhérant au boulangisme. Il est rédacteur à la Lanterne, puis rédacteur en chef de La Cocarde. Il est député de l'Aisne de 1889 à 1902 et de 1910 à 1912, battant par deux fois Paul Doumer, et siège notamment au groupe nationaliste qu'il a contribué à organiser à partir de 1893. Il est également maire de Pargny-les-Bois. Il est marié à Marie Bertrand.

## Pour approfondir